# Серро-Негро
Серро-Негро (исп. Cerro Negro) — действующий вулкан, расположен в Никарагуа, в департаменте Леон. Высота — 728 метров. Последнее извержение произошло в 1999 году.

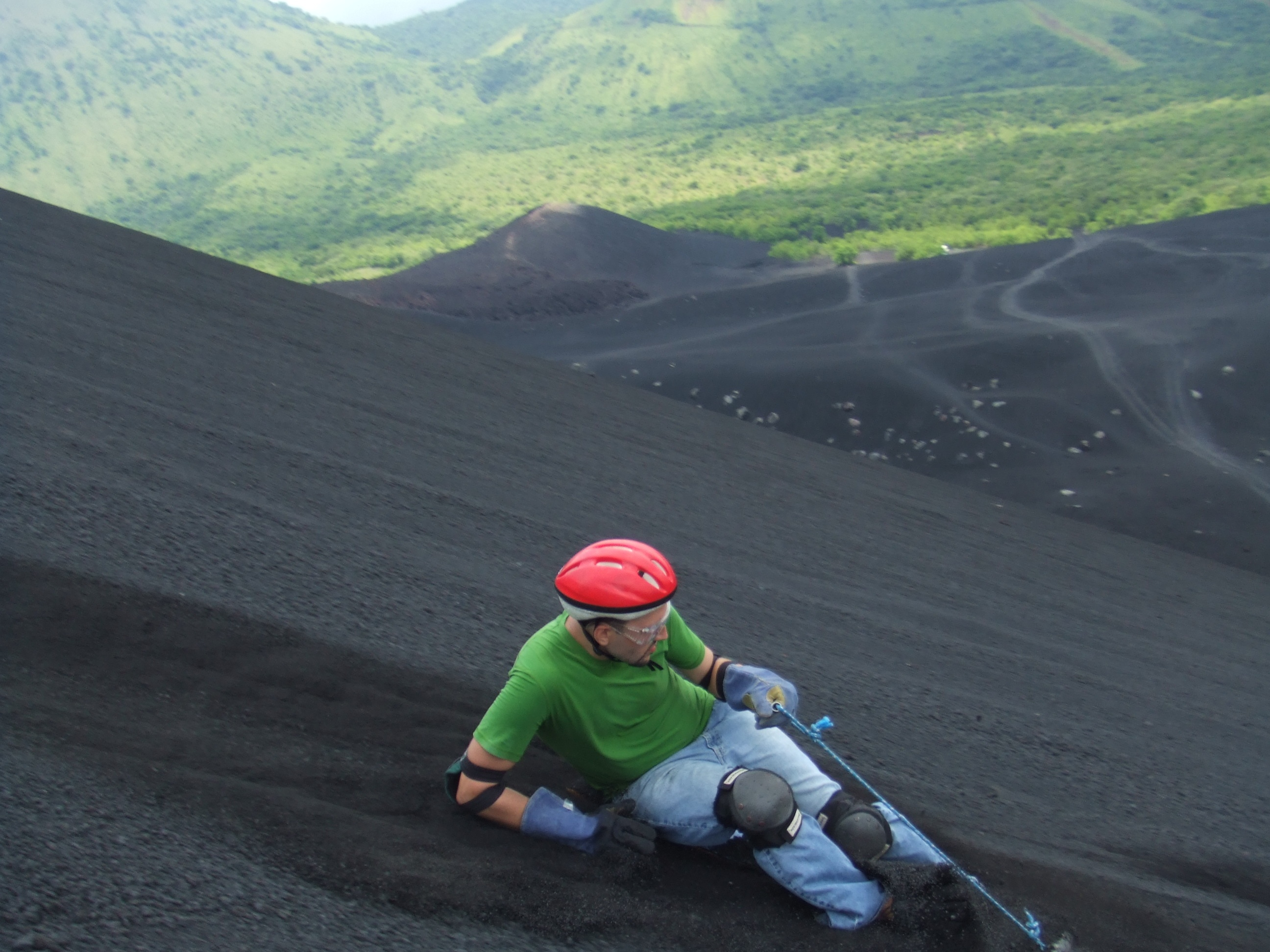
Бордер спускается по склону Серро-Негро

Вулкан является местом экстремального туризма. На склонах вулкана проходит вулканический сёрфинг